# Eduardo Morán Pacios
Eduardo Morán Pacios (Magaz de Abajo, El Bierzo, León, 24 de diciembre de 1963) es un funcionario y político español. 
Funcionario de la administración local y miembro del Partido Socialista Obrero Español; ha sido concejal del Ayuntamiento de Camponaraya desde 1995, Alcalde de Camponaraya desde 2015, y Presidente de la Diputación de León desde 2019 hasta 2023.
Su elección como Presidente de la Diputación de León supuso la llegada del primer presidente de la democracia natural de la comarca de El Bierzo a la institución leonesa.

## Pacto con la UPL
Morán se convirtió en Presidente de la Diputación de León el 19 de julio de 2019 tras la firma de un pacto de gobierno con la formación leonesista Unión del Pueblo Leonés, por el cual su único diputado en la Diputación provincial de León se convertía en vicepresidente.
El pacto consistía en la consecución de 24 puntos programáticos de mejora de infraestructuras y servicios en la provincia. A su firma acudió, como garante del mismo, el ministro de Fomento en funciones, José Luis Ábalos, del PSOE.